# 佐賀龍彦
佐賀 龍彦（さが たつひこ、1981年1月14日 - ）は、日本の俳優、歌手。京都市出身。

## 人物
無名塾で舞台俳優として活躍し、現在はLE VELVETSのメンバーとして歌手活動を行なう。京都府文化観光大使。

## 経歴
東京都生まれ。近江屋の家系、また法曹一族で知られる佐賀家の間に生まれる。1歳の時奈良へ。2歳の時から京都市で育つ。
近江兄弟社高等学校卒業。京都市立芸術大学声楽科卒業後、仲代達矢主催の無名塾に26期生として入塾。舞台俳優として才覚を発揮し、新劇やミュージカルに出演した後、LE VELVETS(元kamerad)に参加。
コンサートやラジオ出演など精力的に活動している。個人としてもミュージカルの他、美術番組を中心とした展覧会など、数多くのナレーションを担当する。
2021年9月 脳動脈瘤の手術中に脳梗塞を患い活動休止。
2022年7月 美術のナレーションで活動再開。同年9月「徹子の部屋」に出演。

## 主な出演

### 舞台
- 森は生きている（オペラ）
- 祝い歌が流れる夜に（オペラ）
- 美女と野獣（ミュージカル）
- ジョアン（歌芝居）
- 大津京逍遥（オペラ）
- 白雪姫（バレエ）
- 森は生きている（無名塾）
- いのちぼうにふろう物語（無名塾）
- 長州異聞（無名塾）
- 潮風のプレリュード【横浜・イギリス館】(ソロコンサート・2014年8月19日)
- 龍劇場〜RYUGEKI〜 「歌芝居の旅」【神戸】(ソロコンサート・2014年9月17日)
- 龍劇場〜RYUGEKI〜 「歌芝居の旅」【京都】(ソロコンサート・2014年10月10日)
- THE WIZ ウィズ〜オズの魔法使い〜（ミュージカル・2015年） - カカシ 役[8]
- 龍劇場〜RYUGEKI〜 Vol.2【東京】(ソロコンサート・2015年11月12・13日)
- 龍劇場〜RYUGEKI〜 Vol.2【京都】(ソロコンサート・2015年11月17日)
- ミュージカル「最終陳述〜それでも地球は回る」（2019年2月14日ー3月17日　東京・浅草九劇）
- ミュージカル「ボディーガード」日本キャスト版 ストーカー役（2020年3月19日ー4月26日　大阪・梅田芸術劇場メインホール　東京・東急シアターオーブ /東京全公演中止）
- ミュージカル「BLUE RAIN」（2020年7月2日ー7月22日　東京・博品館劇場　大阪・シアタードラマシティ）
- Broadway Musical「The PROM」Produced by 地球ゴージャス（2021年3月10日 - 4月13日、東京・TBS赤坂ACTシアター / 5月9日 - 16日、大阪・フェスティバルホール） - ホーキンス 役
- 「クララー愛の朗読劇ー」朗読劇（2021年7月　彩の国さいたま芸術劇場）
- 「貴公子たちの音楽会」MC　(2022年10月25日　自由学園明日館)
- Jewels Story「 眠れる森の美女 〜カラボスのかけた魔法〜 」(2022年11月6日　大手町三井ホール)

### ナレーション
- BSフジ『近代日本画の巨匠　竹内栖鳳　破壊と創生のエネルギー』2023年10月
- 京都市京セラ美術館「竹内栖鳳 破壊と創生のエネルギー」2023年10月
- 京都市京セラ美術館「綺麗めく京の明治美術」音声ガイド　2022年7月〜9月
- BSフジ「世界が驚いた！明治の日本美術」2022年7月　4週連続放送
- 特別展「小早川秋聲　旅する画家の鎮魂歌（レクイエム）」音声ガイド
- BSフジ「小早川秋聲〜旅する画家の魅力！」
- 長岡秀星回顧展「SPACE FANTASY」ナビゲーター
- BSフジ「よみがえる京都画壇の巨匠　木島櫻谷」
- BSフジ「アートな夜！」2017年〜2019年　レギュラー